# 4220 Flood
4220 Flood eller 1988 DN är en asteroid i huvudbältet som upptäcktes den 22 februari 1988 av den australiensiske astronomen Robert H. McNaught vid Siding Spring-observatoriet. Den är uppkallad efter Thomas Flood.
Asteroiden har en diameter på ungefär 11 kilometer och den tillhör asteroidgruppen Dora.